# 村田憲司
村田 憲司（むらた けんじ、1947年〈昭和22年〉 - ）は、日本のジャーナリスト。元産経新聞新聞記者。大阪府で3人目の民間人校長として大阪府立東住吉高等学校の校長を務めた。

## 略歴
大阪市生まれ。大阪府立高津高等学校、京都大学法学部を卒業した。映画助監督を経て産経新聞大阪本社に入社した。社会部（教育担当）や文化部の記者を経て文化部部長、編集局次長を経て2002年（平成14年）に退社した。翌2003年（平成15年）1月、大阪府教育委員会の3人目の民間人校長に採用され、4月から大阪府立東住吉高等学校の校長に就任した。3年後の2006年3月、「校長の仕事は非常に激務で四六時中、緊張を強いられる」として退職した。退職の際に「体力、気力が十分でないと務まらない職で、健康に自信がなくなった」と説明している。

## 人物
当初、産経新聞を早期退職して「買いためた本を読もうと考えていた」が、府教育委員会の民間人校長募集を知り、挑戦したという。
理由として「自分を育ててくれた府立高校にOBとして特別な思い」があり、「（母校の高津）高校が大好きだった。先生は熱心に教えてくれたし、一生懸命学べば、夢はかなえられると思っていたから」と産経新聞の取材に語っている。
また、学校の在り方について「生徒が夢をかなえるための出発点」と捉えており、「不登校や中退、学力などの問題が山積し、地域や家庭の状況も（自分が高校生だった）40年前とは違うだろうが、一生懸命やれば夢はかなうという理想は大事にしたい」として、東住吉高校での教育に「私は哲学が好きなので、哲学を取り入れられたら」。その理由として、「子供に『生きることとは何か』を考えさせるのは大事だし、子供にそのための力を授けて励ますのが教育だと思う。実際にできるか先生方に相談しますが」としていた。